# Чжи Чжин Хи
Чжи Чжин Хи (кор: 지진희; род. 24 июня 1971 года) — южнокорейский актёр. Он наиболее известен своими ведущими ролями в телесериалах «Жемчужина дворца» (2003), «Прожектор» (2008), «Убеждённый холостяк» (2009), «Дон И» (2010), «Предпоследняя любовь» (2016), «Загадка» (2018) и «Последний кандидат: 60 дней» (2019).

## Карьера
Чжи Чжин Хи окончил университет Мёнджи по специальности «графический дизайн». Он работал фотографом в рекламном агентстве, когда к нему обратился агент по подбору талантов из SidusHQ с предложением продолжить карьеру в сфере развлечений. Довольный своей нынешней работой и сомневаясь в том, что у него есть актерский талант, Чжи целый год отказывался от предложений, но в конце концов согласился, когда рекламное агентство сократилось во время финансового кризиса МВФ и его уволили.
В 1999 году Чжи снялся в музыкальном клипе на песню Чжо Сон Бина «Как в третьесортном фильме», а в 2000 году он дебютировал в качестве актёра в телевизионной драме «Женщина-секретарь». В последующие несколько лет он продолжил свою карьеру на телевидении, снявшись в фильмах «Мужчина Джульетты» (2000), «Четыре сестры» (2001) и корейско-японском совместном проекте «День после проливного дождя» (2002) с Рёко Йонекура.
Чжи дебютировал на большом экране в 2002 году, сыграв детектива в триллере «Эйч». Затем последовал фильм-омнибус «Если бы вы были мной», посвященный правам человека, где он снялся в короткометражном фильме Пак Кван Су «Номинальная стоимость».
Он получил положительные отзывы за роль хирурга, оказавшегося в любовном треугольнике со священником, в мелодраме «Любовное письмо», но прорыв Чжи произошел в конце 2003 года в исторической драме «Жемчужина во дворце». Будучи правительственным чиновником эпохи Чосон, который влюбляется в женщину-повара, ставшую королевским врачом (её играет Ли Ён Э), джентльменский и честный характер Чжи привлек поклонниц по всей Азии, поскольку сериал не только получил высокие зрительские рейтинги внутри страны (достигнув пика в 57,8%).), он также стал популярен за рубежом и стал одним из инициаторов корейской волны.
Позже Чжи воплотил свою паназиатскую славу в ролях в китайском музыкальном фильме «Возможно, любовь» и тайваньской драме «100-я невест»а (2005). Затем он сыграл страдающего амнезией в «Весенние дни», корейском ремейке японской драмы «Hoshi no Kinka» («Небесные монеты»).
Борясь с тем, чтобы ему не давали типичных «хороших» ролей после «Жемчужного дворца», Чжи также сыграл бездельника-плейбоя в романтическом комедийном сериале «В погоне за миллионом» (2004), за что получил свою первую актерскую награду. А в черной комедии «Пьянящее влечение» (2006) он сыграл художника комиксов, у которого общее прошлое с распутной женщиной-профессором.
В 2007 году Джи снялся в фильме Им Сан Су «Старый сад», экранизации романа Хван Сок Ёна о паре, которая встречается в неспокойные 1980-е годы, связанные с восстанием в Кванджу; он сыграл антиправительственного активиста, который выходит из тюрьмы, отсидев 17 лет за свою политическую деятельность. За этим последовал первый боевик Чжи «Искусство мести» режиссёра Ёити Сая, в котором он сыграл две роли наемного убийцы, мстящего за смерть своего брата-близнеца.
Чжи вернулся на телевидение в 2008 году в качестве опытного репортёра программы новостей «Прожектор». В 2009 году он сыграл суетливого 40-летнего архитектора-холостяка в фильме «Убеждённый холостяк», корейском ремейке японской драмы «Kekkon Dekinai Otoko» («Мужчина, который не может жениться»). Затем Чжи появился в корейско-японском фильме «Рай», который был выпущен в кинотеатрах и транслировался на SBS и TV Asahi.
Он также опубликовал книгу «Чжи Чжин Хи в Италии: прогулка в облаках», в которой были представлены фотографии и эссе о его путешествиях по Риму, Флоренции и Милану, а также рекомендации и советы Чжи о вине.
В 2010 году Чжи снялся в фильме «Параллельная жизнь», сыграв самого молодого в истории Кореи главного судью, который после убийства своей жены обнаруживает, что его жизнь может в точности повторять жизнь человека, умершего 30 лет назад. Затем он получил роль музыкального критика и ведущего радиошоу, который отправляется в путешествие в поисках своей пропавшей супруги в комедии «В поисках моей жены» (также известной как «Сбежавшие из дома»).
Затем Джи воссоединился с телевизионным режиссером «Жемчужного дворца» Ли Бён Хуном в другой исторической драме «Дон И», которая также оказалась популярной у зрителей. В роли короля Сукчона, который влюбляется в дворцовую служанку (её играет Хан Хё Чжу) и делает ее своей королевской наложницей, Чжи сказал, что хотел показать монарха, у которого есть «слабые места, которые проявляются сквозь его харизматичную внешность. Вместо того чтобы быть достойным королем, он общительный и предприимчивый человек.»

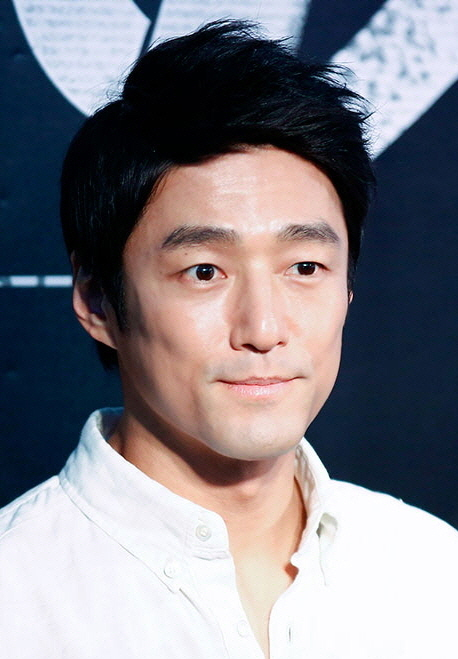
Чжи Чжин Хи, 26 июня 2013 года

Джи продолжил играть ведущие роли на телевидении, в качестве пилота авиакомпании в «Позаботься о нас, Капитан!» (2012), генерала и основателя династии Чосон Ли Сон Ге в «Великий провидец» (2012), мужа-изменника в «Одно тёплое слово» (2013) и доктора-злодея в «Кровь» (2015). Он также написал первоначальный вариант сценария хоррор-комедии «Истребители духов» (2012), за который получил упоминание в титрах.
С 2014 по 2015 год Чжи снялся в трех китайских фильмах, а именно: «В дороге» с Евой Хуан, в котором недавно разведенный кореец встречает китаянку в поезде во время путешествия по Китаю; «Плохая сестра» с Айви Чен, романтическая комедия, где отец, который хочет остановить свою свадьба дочери проходит в компании столь же неодобрительно настроенной старшей сестры жениха; и криминального триллера «Гелиос» о краже ядерного оружия группой террористов.

## Благотворительность
В 2008 году Чжи Чжин Хи принял участие в благотворительном мероприятии в Китае (Пекин), где он выставил на аукцион свои обручальные кольца и обручальные кольца своей жены, чтобы помочь пострадавшим от землетрясения в Сычуани в 2008 году.

## Фильмография

### Фильмы
| Год  | Название                                         | Роль                          | Прим.               |
| ---- | ------------------------------------------------ | ----------------------------- | ------------------- |
| 2002 | Эйч                                              | Детектив Кан Тэ Хён           |                     |
| 2003 | Если бы вы были на моём месте                    | Водитель                      | «Face Value»        |
| 2005 | Возможно, любовь                                 | Монти                         | китайский фильм     |
| 2006 | Пьянящее влечение                                | Пак Сок Гю                    |                     |
| 2007 | Старый сад                                       | О Хён У                       |                     |
| 2007 | Искусство мести                                  | Чан Тэ Су                     |                     |
| 2007 | Познакомьтесь с мистером Папой                   | муж Ха Су Ён                  | камео               |
| 2009 | Рай                                              | Ким Иль Хо                    | телесинема          |
| 2010 | Параллельная жизнь                               | Ким Сок Хён                   |                     |
| 2010 | В поисках моей жены                              | Чжи Сон Хи                    |                     |
| 2011 | Томас и его друзья: Спасение на Туманном острове | рассказчик (корейский дубляж) | мультфильм          |
| 2012 | Любовный роман                                   | Чжу Ро                        |                     |
| 2012 | Истребители духов                                | —                             | упоминание в титрах |
| 2014 | В дороге                                         | Пак Чжун Хо                   | китайский фильм     |
| 2014 | Плохая сестра                                    |                               | китайский фильм     |
| 2015 | Гелиос                                           | Чхве Мин Хо                   |                     |
| 2015 | Летний снег                                      | Мен Хван                      |                     |

### Телесериалы
| Год  | Название                     | Роль                       | Прим.                                |
| ---- | ---------------------------- | -------------------------- | ------------------------------------ |
| 2000 | Женщина-секретарь            |                            |                                      |
| 2000 | MBC Best Theater             |                            | эпизод «Beautiful Man»               |
| 2000 | Мужчина Джульетты            | Чхве Сын У                 |                                      |
| 2001 | MBC Best Theater             |                            | эпизод «Seongju Puri»                |
| 2001 | Четыре сестры                | Хан Тэ Сук                 |                                      |
| 2002 | День после проливного дождя  | Хон Дэ Чжин                | корейско-японское производство       |
| 2003 | Любовное письмо              | Чон У Чжин                 |                                      |
| 2003 | MBC Best Theater             |                            | эпизод «Our Writing Class»           |
| 2003 | MBC Best Theater             |                            | эпизод «Farewell Waltz»              |
| 2003 | Жемчжуный дворец             | Мин Чон Хо                 |                                      |
| 2003 | Hanppyeom Drama              |                            | эпизод «What's in Her Refrigerator?» |
| 2004 | В погоне за миллионом        | Пак Му Ёль                 |                                      |
| 2004 | MBC Best Theater             |                            | эпизод «Big Brother Is Back»         |
| 2005 | Весенние дни                 | Го Ын Хо                   |                                      |
| 2005 | Hanppyeom Drama              | Владелец кафе              | эпизод «Rosy Life»                   |
| 2005 | The 100th Bride              | Хань Вэй                   | тайваньская драма                    |
| 2008 | Прожектор                    |                            |                                      |
| 2008 | Моя любимая – звезда         | Бывший парень Ма-ри, актёр | камео (8-й эпизод)                   |
| 2009 | Убеждённый холостяк          | Чхо Джэ Хи                 |                                      |
| 2010 | Дон И                        | ван Сукчон                 |                                      |
| 2012 | Позаботься о нас, Капитан!   |                            |                                      |
| 2012 | Семейка моего мужа           | Пастор                     | камео (19-й эпизод)                  |
| 2012 | Великий провидец             | Ли Сон Ге                  |                                      |
| 2013 | Агентство знакомств «Сирано» | Сон Чжон Нам               | камео (1-й эпизод)                   |
| 2013 | Одно тёплое слово            | Ю Дже Хак                  |                                      |
| 2015 | Кровь                        |                            |                                      |
| 2015 | Полночный ресторан           | Ён Шик                     | камео (4-й, 5-й эпизоды)             |
| 2015 | У меня есть любовница        | Чхве Чжин Ён               |                                      |
| 2015 | Снежный лотос                | Ли Су Хен                  |                                      |
| 2016 | Предпоследняя любовь         | Го Сан Шик                 |                                      |
| 2018 | Загадка                      | Кан Тэ Ук                  |                                      |
| 2019 | Назначенный уцелеть: 60 дней |                            |                                      |
| 2021 | Под прикрытием               | Хан Чжон Хён / Ли Сок Гю   |                                      |
| 2021 | На пути к небесам            | Хан Чон У                  | специальное появление                |
| 2021 | Путь: Трагедия одного        | Пэк Су Хен                 |                                      |
| 2023 | Охотник за дезертирами       | Гу Чжа Ун                  | 2 сезон                              |
| 2024 | Романтика дома               | Бён Му Чжин                |                                      |

### Варьете-шоу
| Год  | Название      | Роль                    | Ист.   |
| ---- | ------------- | ----------------------- | ------ |
| 2018 | Где на Земле? | Член актёрского состава |        |
| 2021 | Golf Squad    | Член актёрского состава | [ 34 ] |

### Музыкальные видео
| Год  | Название песни            | Артист     |
| ---- | ------------------------- | ---------- |
| 1999 | «Like a Third-rate Movie» | Чо Сон Бин |
| 2000 | «Once Upon a Day»         | Ким Бом Су |
| 2001 | «Never»                   | Чо Сон Мо  |

## Дискография
| Год  | Название песни                  | Артист                                                                    | Альбом                            |
| ---- | ------------------------------- | ------------------------------------------------------------------------- | --------------------------------- |
| 2002 | «Maria's Bath»                  | Чо Сын У, Ём Чон А, Чжи Чжин Хи                                           | «H» OST                           |
| 2005 | «The Pain and Even the Sadness» | Чжи Чжин Хи                                                               | 5 трек из Spring Day OST          |
| 2005 | «Fate»                          | Джеки Чун, Чжи Чжин Хи                                                    | Трек 2, 3 и 5 из Perhaps Love OST |
| 2005 | «Life's Montage»                | Чжи Чжин Хи                                                               | Трек 2, 3 и 5 из Perhaps Love OST |
| 2005 | «A Beautiful Story»             | Чжи Чжин Хи, Такэси Канэсиро                                              | Трек 2, 3 и 5 из Perhaps Love OST |
| 2009 | «Difficult to Love You»         | Чжи Чжин Хи                                                               | Трек 4 из He Who Can't Marry OST  |
| 2010 | «We»                            | Чан Донгон, Ким Сын У, Хван Чон Мин, Чжи Чжин Хи , Гон Хён Джин, Ли Ха На | Actors Choice сингл               |
| 2010 | «In Life We Are Alone»          | Чжи Чжин Хи                                                               | Трек 3 из Looking for My Wife OST |

## Книга
| Год  | Название                                 | Издатель   | ISBN               |
| ---- | ---------------------------------------- | ---------- | ------------------ |
| 2009 | Чжи Чжин Хи в Италии: Прогулка в облаках | Seed Paper | ISBN 9788996187615 |

## Награды и номинации
| Награда                         | Год  | Категория                                                                 | Работа                            | Результат |
| ------------------------------- | ---- | ------------------------------------------------------------------------- | --------------------------------- | --------- |
| MBC Drama Awards                | 2003 | Награда за высшее мастерство, актёр                                       | Любовное письмо, Жемчужный дворец | Номинация |
| MBC Drama Awards                | 2010 | Награда за высшее мастерство, актёр                                       | Дон И                             | Победа    |
| MBC Drama Awards                | 2010 | Награда за популярность, актёр                                            | Дон И                             | Номинация |
| MBC Drama Awards                | 2010 | Награда за лучшую пару совместно с Хан Хё Чжу                             | Дон И                             | Номинация |
| SBS Drama Awards                | 2004 | Награда за высшее мастерство, актёр специальной дорамы                    | В погоне за миллионом             | Победа    |
| SBS Drama Awards                | 2012 | Награда за высшее мастерство, актёр специальной дорамы                    | Великий провидец                  | Номинация |
| SBS Drama Awards                | 2012 | Награда за популярность среди пользователей Интернета, Актёр              | Великий провидец                  | Номинация |
| SBS Drama Awards                | 2014 | Награда за высшее мастерство, актёр специальной дорамы                    | Одно тёплое слово                 | Номинация |
| SBS Drama Awards                | 2015 | Награда за высшее мастерство, актёр в многосерийном драматическом сериале | У меня есть любовница             | Номинация |
| SBS Drama Awards                | 2015 | Награда за лучшую пару                                                    | У меня есть любовница             | Победа    |
| SBS Drama Awards                | 2015 | Награда «ТОП-10 звёзд»                                                    | У меня есть любовница             | Победа    |
| SBS Drama Awards                | 2016 | Награда за высшее мастерство, Актёр в романтической комедийной драме      | Предпоследняя любовь              | Номинация |
| KBS Drama Awards                | 2009 | Награда за высшее мастерство, Актёр                                       | Убеждённый холсотяк               | Номинация |
| KBS Drama Awards                | 2009 | Награда за высшее мастерство, актёр в мини-сериале                        | Убеждённый холсотяк               | Победа    |
| KBS Drama Awards                | 2015 | Награда за высшее мастерство, актёр в драме средней продолжительности     | Кровь                             | Номинация |
| Hong Kong Cable TV Awards       | 2011 | Лучший актёр                                                              | Дон И                             | Победа    |
| CETV Awards                     | 2011 | Top 10 Hottest Asia Award                                                 | Дон И                             | Победа    |
| APAN Star Awards, 4-я церемония | 2015 | Награда за высшее мастерство, актёр в многосерийном драматическом сериале | У меня есть любовница             | Номинация |